# Françoise Chombar
Françoise Marie Cyrilla Chombar (Menen, 29 mei 1962) is een Belgische ondernemer en bestuurder. Ze was van 2003 tot 2021 CEO van micro-elektronicabedrijf Melexis.

## Levensloop
Françoise Chombar liep school aan het Guldensporencollege te Kortrijk en studeerde vertaler-tolk Duits, Engels en Spaans aan de Universiteit Gent. Ze werkte achtereenvolgens voor Vandewiele, Elmos en Elex.

### Ondernemer
Chombar richtte samen met haar man Rudi De Winter en Roland Duchâtelet een reeks van ondernemingen op. Hiervan is micro-elektronicabedrijf Melexis de bekendste. Ze was van 1997 tot 2003 operationeel directeur van de onderneming en werd in 2003 CEO van de onderneming. In augustus 2021 trad ze af als CEO van Melexis en werd ze voorzitster van de raad van bestuur in navolging van Duchâtelet. Marc Biron volgde haar op als CEO.
Ze is tevens voorzitster van het STEM-platform sinds 2015 en BioRICS en bestuurster van materiaaltechnologiegroep Umicore sinds 2016, het Franse elektronicabedrijf Soitec sinds 2019 en de Antwerp Management School sinds 2022. Ze is een voormalig bestuurster van X-FAB, EPIQ, EVS Broadcast Equipment en lid van de adviesraad van ISEN, een hogeronderwijsinstelling in Rijsel.

### Politiek
Chombar is actief bij Open Vld in Limburg en stond als 2e opvolger op de Limburgse lijst voor de federale verkiezingen van 2007 en 7e op dezelfde lijst voor de federale verkiezingen van 2014.

## Erkentelijkheden
- 2012 - Ere-ambassadeur voor Toegepaste Taalkunde (Universiteit Gent)[7]
- 2016 - Vlerick Award (Vlerick Business School)[8]
- 2018 - Global Prize for Women Entrepreneurs (BNP Paribas Wealth Management)[9]
- 2018 - ICT Personality of the Year[10]
- 2018 - Science Fellow (Vrije Universiteit Brussel)[7]
- 2019 - Ereteken van de Vlaamse Gemeenschap[11]
- 2019 - Limburgse Ondernemer van het Jaar[12]
- 2021 - Erepenning (Katholieke Universiteit Leuven)[13]